# Agena B

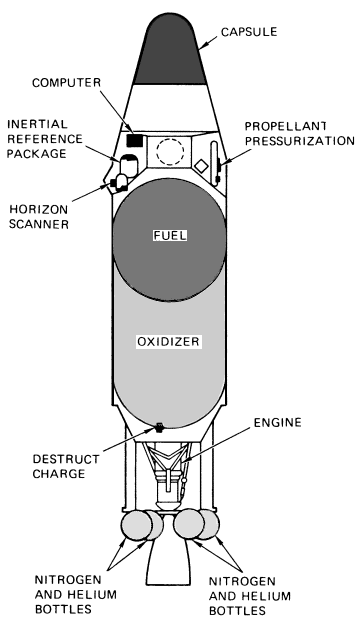
Rysunek członu Agena B

Agena B – amerykański człon rakiet nośnych. Używany w rakietach nośnych rodzin Thor i Atlas. Agena B, tak jak jej poprzednik, Agena A, służył jednocześnie jako podstawa budowy satelitów wywiadowczych serii Discoverer Projektu CORONA. Agena B była używana 94 razy. Odnotowano 18 awarii członów tego typu.
Zobacz też: RM-81 Agena